# Lorenzo Sonego
Lorenzo Sonego (Turim, 11 de maio de 1995) é um tenista profissional italiano. Profissional desde 2013, ganhou seu primeiro torneio profissional nas quadras de grama de Antália em 2019. Venceu também os ATPs 250 de Cagliari em 2021 e Metz em 2022.